# 田内夏子
田内 夏子（たうち なつこ、5月13日 - ）は、日本の女性声優。フリー。愛媛県出身。血液型はO型。2011年10月までエーエス企画に所属していた。

## 人物
スタイルについて、伊藤静と後藤邑子は「あの子の身体は反則。凄い武器」「美少女ゲームみたいな身体」と語っている。

## 出演作品

### テレビアニメ
2007年
- 地球へ…（女性徒）

2008年
- 君が主で執事が俺で（稲村圭子）

2010年
- 鉄拳戦士アイアン・キッド（マーティー）

2011年
- 真剣で私に恋しなさい!!（島津麗子）

2012年
- アマガミSS+ plus（黒沢典子）[4]

### ゲーム
- アマガミ（黒沢典子）
- エンド オブ エタニティ
- 王子さまLV1（スパイ伊藤、レベル神、牛乳ビバノノ）
- 堕天使の甘い誘惑 × 快感♥フレーズ（咲良）
- 君が主で執事が俺で〜お仕え日記〜（稲村圭子）
- 世界ふしぎ発見!DS 伝説のヒトシ君人形を探せ!（レイカ）
- デススマイルズシリーズ（ローザ）
- ブレイザードライブ（エネミーブレイザー）
- 星霜のアマゾネス（パイレーツ[5]）
- メタルマックス4 月光のディーヴァ（タランティーナ）
- 妖怪百姫たん!（オボ[6]、源頼光[7]）

### ドラマCD
- 君が主で執事が俺で（稲村圭子）
- クラスメイト（宮野）
- 真剣で私に恋しなさい!（島津麗子）
- 辻堂さんの純愛ロード（武孝田よい子・良子）